# 霍傑伊利
霍傑伊利是烏茲別克的城鎮，由卡拉卡爾帕克斯坦自治共和國負責管轄。霍傑伊利位於該國西北部，距離首府努庫斯15公里，海拔高度73米，2016年人口67,800 。

## 交通
霍傑伊利位處交通要衝，有鐵路連結哈薩克西部與烏茲別克首都塔什干。另外霍傑伊利也是前往土庫曼的門戶關口之一，能通往基奧涅烏爾根奇。